# من یک عروس مذکر زمان جنگ بودم
من یک عروس مذکر زمان جنگ بودم (انگلیسی: I Was a Male War Bride) فیلمی در ژانر کمدی رمانتیک به کارگردانی هاوارد هاکس است که در سال ۱۹۴۹ منتشر شد. از بازیگران آن می‌توان به کری گرانت، ان شرایدن، کنت توبی، ادوارد پلات، و آرتور هیل اشاره کرد.